# Myrmatheca alticephalon
Espèce
Synonymes
- Myrmarachne alticephalon Yamasaki & Ahmad, 2013

Myrmatheca alticephalon est une espèce d'araignées aranéomorphes de la famille des Salticidae.

## Distribution
Cette espèce se rencontre en Malaisie au Sabah et en Indonésie à Sumatra,.

## Description
La carapace du mâle holotype mesure 2,15 mm de long sur 1,22 mm et l'abdomen 2,25 mm de long et la carapace de la femelle paratype mesure 2,30 mm de long sur 1,11 mm et l'abdomen 1,70 mm de long.

## Systématique et taxinomie
Cette espèce a été décrite sous le protonyme Myrmarachne alticephalon par Yamasaki et Ahmad en 2013. Elle est placée dans le genre Myrmatheca par Prószyński en 2016.

## Publication originale
- Yamasaki & Ahmad, 2013 : « Taxonomic study of the genus Myrmarachne of Borneo (Araneae: Salticidae). » Zootaxa, no 3710, p. 501-556.